# 浦东大道站
浦东大道站位于中华人民共和国上海市浦东新区东方路与浦东大道交叉口地下，是上海地铁4号线与14号线的地铁换乘站。14号线车站在设计早期名为东方路站。该名称只在东西通道设计阶段使用过，14号线正式公示时已改为现名。
由于的上海轨道交通14号线行经浦东大道，其中有7.8公里路程与已于2008年开工的浦东大道地道工程重合，为保证实施可能性，包括本站在内的6个位于浦东大道上的14号线车站的土建工程将纳入浦东大道地道工程，进行同步施工。其中，本站是4号线、14号线、浦东大道地道、大连路隧道的交叉点，同时布置浦东大道地道的通风机房。此外，14号线隧道在本站及源深路站的区间穿越一条大直径原水管。

## 车站结构

### 建筑结构

浦东大道站结构示意图（经变形处理，不严格依比例）

本站采用站厅和节点换乘，两个站台之间有换乘节点，可直接进行换乘。由于同时叠加了浦东大道地道、大连路隧道，本站的实际结构相当复杂，施工时基坑也被分为三块。地面为车站出口，地下一层为浦东大道地道行车道路，地下二层为4、14号线共用的“T”字形大站厅。地下三层自西向东为14号线设备层、4号线站台、大连路隧道行车道路、14号线东侧小站厅，4号线和大连路隧道之间的夹缝布置了备用房间和一组工作人员用楼梯通向地下二层。地下四层为浦东大道地道通风机房和14号线站台。4号线-14号线节点的换乘夹层和楼梯在4号线车站建设时代建；浦东大道地道-4号线节点附近，浦东大道地道局部抬高并高出原路面，为此浦东大道和东方路地面道路抬高了2.5米；大连路隧道-14号线节点由大连路隧道预留深45米的地墙，采用冻结暗挖法施工，过程中大连路隧道预留的两幅地墙作为临时支撑结构。
两座站厅中，大站厅同时连接4号线和14号线站台，小站厅只有一组楼梯和扶梯通向14号线站台。若从小站厅进入车站，乘客必须经过14号线站台才能前往4号线。
| 地面层   | 出入口             | 1、3-8出入口                                    |  |  |
| 地下一层 | 道路               | 浦东大道地道行车道路                            |  |  |
| 地下二层 | 4、14号线大站厅    | 票务服务、自动售票机、人工服务台、4号线设备用房 |  |  |
| 地下三层 | 道路               | 大连路隧道行车道路                              |  |  |
|          | 备用区             | 工作人员楼梯至站厅层                            |  |  |
|          | 设备层             | 14号线通风机房、牵引兼降压变电所等              |  |  |
|          | 14号线小站厅       | 票务服务、自动售票机、人工服务台                |  |  |
|          |                    | █ 4号线 外环（杨树浦路）                        |  |  |
|          | 岛式站台，左侧开门 |                                                 |  |  |
|          |                    | █ 4号线 内环（世纪大道）                        |  |  |
| 地下四层 | 公路设备           | 浦东大道地道通风机房                            |  |  |
|          |                    | █ 14号线 往封浜（浦东南路）                     |  |  |
|          | 岛式站台，左侧开门 |                                                 |  |  |
|          |                    | █ 14号线 往桂桥路（源深路）                     |  |  |

### 设备
本站4、14号线各设一座牵引变电所。其中，4号线变电所的容量为3300kVA。

## 车站出口
浦东大道站共有8个出入口，因4号口暂时封闭，目前开放7个出入口，近7B号出口设地下连通道通向毗邻的裕景国际商务广场soho，各出入口如下所示：
| 出口编号                | 出口指示                     | 照片                    |
| 连通 4号线 14号线大站厅 | 连通 4号线 14号线大站厅      | 连通 4号线 14号线大站厅 |
| ----------------------- | ---------------------------- | ----------------------- |
| 1 · 出口                | 东方路，昌邑路               |                         |
| 3 · 出口 · （设有）     | 东方路，栖霞路               |                         |
| 4 · 出口                | 东方路，浦东大道（暂时封闭） |                         |
| 5 · 出口 · （设有）     | 浦东大道                     |                         |
| 6 · 出口 · （设有）     | 浦东大道，荣成路             |                         |
| 连通 14号线小站厅       |                              |                         |
| 7 · A · 出口            | 浦东大道，东方路             |                         |
| 7 · B · 出口            | 浦东大道                     |                         |
| 8 · 出口                | 东方路                       |                         |
| 图例： 设有             |                              |                         |

## 车站周边
车站北侧以高层住宅和写字楼为主，而南侧有大片老公房。
- 公交换乘：85路、455路、609路、610路、774路、779路、隧道八线、其秦线轮渡。
- 建筑物：陆家嘴图书馆、保利广场等[11]

## 车站历史
- 2024年2月1日，14号线小站厅及7、8号口启用[12]。

## 图集
- 浦东大道站4号线站台
- 4号线站厅
- 14号线大站厅
- 14号线小站厅